# Madalena (Lisboa)
Madalena é uma parte da cidade e antiga freguesia portuguesa do concelho de Lisboa, com 0,12 km² de área e 393 habitantes (2011). Densidade: 3 275 hab/km².
Era uma das 10 freguesias de Portugal com menor extensão territorial.
Como consequência de uma reorganização administrativa, oficializada a 8 de novembro de 2012 e que entrou em vigor após as eleições autárquicas de 2013, foi determinada a extinção da freguesia, passando o seu território a integrar a nova freguesia de Santa Maria Maior.

## População
★ No censo de 1864 pertencia ao Bairro do Rossio. Os seus limites foram fixados pelo decreto-lei nº 42.142, de 07/02/1959

| Nº de habitantes | Nº de habitantes | Nº de habitantes | Nº de habitantes | Nº de habitantes | Nº de habitantes | Nº de habitantes | Nº de habitantes | Nº de habitantes | Nº de habitantes | Nº de habitantes | Nº de habitantes | Nº de habitantes | Nº de habitantes | Nº de habitantes | Nº de habitantes |
| ---------------- | ---------------- | ---------------- | ---------------- | ---------------- | ---------------- | ---------------- | ---------------- | ---------------- | ---------------- | ---------------- | ---------------- | ---------------- | ---------------- | ---------------- | ---------------- |
| 1864             | 1878             | 1890             | 1900             | 1911             | 1920             | 1930             | 1940             | 1950             | 1960             | 1970             | 1981             | 1991             | 2001             | 2011             |                  |
| 2011             | 2467             | 2203             | 2151             | 2121             | 1566             | 1554             | 2871             | 1433             | 1568             | 1094             | 1004             | 526              | 380              | 393              |                  |
|                  | +23%             | -11%             | -2%              | -1%              | -26%             | -1%              | +85%             | -50%             | +9%              | -30%             | -8%              | -48%             | -28%             | +3%              |                  |

|     | 0-14 anos | 15-24 anos | 25-64 anos | 65 e + anos |
| Hab | 27 \| 51  | 54 \| 38   | 196 \| 238 | 103 \| 66   |
| Var | +89%      | -30%       | +21%       | -36%        |

## Património
- Terreiro do Paço
- Lápides das Pedras Negras
- Igreja da Conceição Velha
- Igreja da Madalena
- Capela de São Roque (Madalena), no antigo Arsenal do Alfeite
- Café Martinho da Arcada
- Estação Fluvial Sul e Sueste ou Estação Fluvial de Sul-Sueste

## Arruamentos
A freguesia da Madalena continha 22 arruamentos de Lisboa. Eram eles:
| - Avenida Infante Dom Henrique - Calçada do Correio Velho - Largo Adelino Amaro da Costa (Largo do Caldas) - Largo da Madalena - Praça do Comércio (Terreiro do Paço) - Rua da Alfândega - Rua da Conceição - Rua da Madalena - Rua da Padaria - Rua da Prata - Rua das Pedras Negras | - Rua de Santa Justa - Rua de Santo António da Sé - Rua de São Julião - Rua de São Mamede - Rua do Comércio - Rua dos Arameiros - Rua dos Bacalhoeiros - Rua dos Fanqueiros - Rua Instituto Virgílio Machado - Travessa das Pedras Negras - Travessa do Almada |

Existe ainda um outro arruamento reconhecido pela Câmara, mas não gerido directamente por esta:
- Acesso Estação Fluvial do Terreiro do Paço[5]